# Tora Tomasdottir
Tora Tomasdottir (isländska: Þóra Tómasdóttir), född 12 oktober 1989 i Husby-Ärlinghundra församling i Stockholms län, är en svensk meteorolog och väderpresentatör på SVT. Hon är utbildad vid Uppsala universitet där hon 2018 tog en magisterexamen i meteorologi. Hon har på samma lärosäte även läst journalistik under ett år.
Tomasdottir har arbetat på det privata väderföretaget StormGeo och på Expressen innan hon började på Sveriges Radio. Hon har sedan 2020 arbetat heltid på SVT där hon bland annat presenterar vädret i Rapport, Morgonstudion och på de lokala nyheterna. Hon är även frekvent anlitad av bland annat TV-programmen Go'kväll och Sverige idag för att berätta om väder och väderfenomen.